# Isidre Grau i Antolí
Isidre Grau i Antolí   (Sabadell, 7 de setembre de 1945) és un enginyer químic i novel·lista català.

## Biografia
Va créixer a Cerdanyola del Vallès, on encara hi viu. Durant 30 anys va treballar-hi com a tècnic industrial. També ha estat professor de català i de tècniques literàries, entre altres llocs a l'Ateneu Barcelonès. El seu primer llibre publicat va ser Fugida en gris, que va sortir el 1980. Tanmateix, va assolir la fama amb Els colors de l'aigua (premi Sant Jordi 1985). Aquesta novel·la obria un cicle (ambientat a la imaginària Vinyes de Savall i a l'entorn d'una mateixa família, els Benavent) que es va tancar el 2006 amb El punt blanc de l'horitzó. Els altres títols del cicle són La nit vermella, El balancí negre i Groc d'Índia. Ha escrit també algunes novel·les fora d'aquest cicle, a més de llibres de narracions, d'assaig i de literatura juvenil. Ocasionalment va formar part del col·lectiu Ofèlia Dracs.

## Obra
Narrativa breu
- 1982 Alens d'amor i de recança
- 1983 L'esperit de Campbòrdiol
- 1984 Del temps del joc al joc del temps
- 1986 Dansa a la ciutat vi(r)olada
- 1987 Rellotges fora de punt
- 1993 En última instància
- 2006 Contes coordinats (col·lectiu)
- 2007 Finestres amb història (en un audiovisual en CD-ROM)
- 2013 El dia de l'incident: tretze històries sota una altra claror

Novel·la
- 1980 Fugida en gris
- 1984 Sol sense sol
- 1984 Vent de memòria
- 1984 Èlia
- 1986 Els colors de l'aigua
- 1989 La nit vermella
- 1996 La vida escrita
- 1998 Zàping!
- 2001 El balancí negre
- 2004 Groc d'Índia
- 2006 El punt blanc de l'horitzó
- 2010 La bellesa del diable
- 2011 Els amants volàtils
- 2016 Primer paisatge
- 2017 La ciutat dels solitaris

Assaig
- 2001 L'arquitectura del conte (Llibre reeditat i actualitzat per Godall Edicions. 2017)
- 2005 La maleta de l'escriptor

Infantil i juvenil
- 1987 Corre, correfoc!
- 1991 Memòries de l'illa del vent
- 1992 Sortides d'emergència

Ofèlia Dracs
- 1981 Lovecraft, Lovecraft!
- 1983 Negra i consentida
- 1985 Essa efa
- 1985 Boccato di cardinali
- 1994 Misteri de reina

## Premis
- 1979 Ciutat d'Olot per Fugida en gris
- 1983 Premi Xúquer de Narrativa curta per Alens d'amor i de recança
- 1983 Premi de Narrativa curta Vila de Sant Boi de Llobregat per La Mariona Robada
- 1984 Ciutat de Palma per Vent de memòria
- 1985 Sant Jordi per Els colors de l'aigua
- 2000 Ciutat de Palma per El balancí negre